# 過敏性肺炎
過敏性肺炎（かびんせいはいえん、Hypersensitivity Pneumonitis ; HP）とは、外因性抗原の有機粉塵を繰り返し吸入することにより発症する肺炎。実態は気管細管や間質に起こるアレルギー性疾患で病原体が原因では無い肺炎。日本での典型例は夏型過敏性肺炎で、夏風邪と誤診される。治療は抗原からの回避が有効である。

## 概要
有機粉塵や化学物質などの抗原によりIII型およびIV型アレルギーが起き肺の気管細管や間質に炎症が生じる。長期間の反復吸入により炎症が慢性化すると肺が線維化し硬くなり慢性過敏性肺炎の病型に至る。特定の環境に関連して発症し、環境から離れると自然に軽快することが特徴の疾患であるため、家族内発症の症例も多い。なお、同一家族内でも発症には差があり、個人差の原因として白血球の遺伝子型の関与が考えられている。また、喘息や季節性アレルギーは当該疾患発症の原因とはならない。
外因性アレルギー性肺胞炎や過敏性肺臓炎とも呼ばれるほか、愛鳥家肺（鳥飼病）、農夫肺、ワイン生産者肺の様に職業名などに「肺」を付加した疾患名で呼ばれる事もある。
主な過敏性肺炎
病名と原因抗原
- 夏型過敏性肺炎 - 家屋のトリコスポロン
- 住居関連過敏性肺炎 - 家屋の真菌（狭義にはトリコスポロン以外）
- 鳥飼病・鳥関連過敏性肺炎 - 鳥糞、羽毛製品（ダウンジャケット、羽毛布団）
- 農夫肺 - 牧草に増殖する好熱性放線菌
- 塗装工肺 - 塗料に含まれるイソシアネート
- 加湿器肺 - 加湿器に増殖する細菌・真菌
- きのこ栽培者肺 - きのこ胞子、栽培環境の細菌・真菌

## 原因物質
300を越える 原因物質が同定されている。多いものは真菌（カビ）、ペット由来の有機粉塵が抗原となるが、塗料、ウレタンフォーム、農薬なども原因になるとされる。
原因物質の例
カビの発生源となるものとして、
- 清掃不十分なエアコン、温水浴槽、加湿器、室内の植木鉢など[11]。日本で最も多いものには夏型過敏性肺炎があり、真菌や、担子菌のトリコスポロン属(Trichosporon cutaneum、Trichosporon asahii、Trichosporon. mucoides）が原因抗原となり、夏季（4月から10月）に起こる。

職業性の疾患では、
- 農夫肺[12]：畜産用乾燥飼料（かびの生えた穀物、貯蔵牧草）、魚粉粉埃[1]、キノコ胞子（キノコ栽培者肺[13]）[1]、農薬（硫酸銅）[1]、動物毛皮の塵埃、

動物由来の原因物質は、
- 室内飼育している鳥類が多いが、近隣の野鳥、鶏糞肥料、羽毛製品（ダウンジャケット、羽毛布団[14][15]）などの衣料品も原因となる。しかし、自身が鳥関連過敏性の体質であることに気がつかないまま重症化し、「特発性間質性肺炎」や「特発性肺線維症」と診断されるが有効な治療が行えず慢性過敏性肺炎に重症化する例が報告されている[16][17]。

化学物質、
- イソシアネート[9][10]。

## 歴史
- 1920年代 英国での農夫肺が報告された[6]。職業性の発熱性疾患と考えられていた。
- 1950年代 免疫学的な検討によりアレルギー性疾患であることが明かとなる[6]。
- 1960年代（日本） さとうきび肺、農夫肺、鳥飼病
- 1973年頃（日本） 夏期に集中して発生する再発する肺疾患が報告される。
- 1977年 関西地域で42症例が報告される[18]。夏型過敏性肺炎
- 1991年 初めての全国調査が実施される。
- 1999年 慢性型過敏性肺炎に焦点を当てた調査が実施された。

## 病型
発症が急性、亜急性、慢性のいずれであるかによって症状は異なる。症状の発現は、曝露された人のうちのごく少数で、ほとんどの症例で曝露および感作から数週間から数カ月が必要である。
急性すでに感作されている人が急性に高濃度の抗原を吸入することによって起こる。曝露後4時間から8時間程度で発熱、悪寒、咳嗽、締め付けるような胸の痛み、呼吸困難などの症候が現れる、また、食欲不振、吐き気、嘔吐を呈する場合もある。抗原から隔離すると症状は急速に軽快する。
亜急性急性型と慢性型の双方の病態を示す。数日から数週間の咳嗽、呼吸困難、疲労、食欲不振が現れる。時に慢性型の症状と急性型の症状が重なった形で現れる。なお、亜急性を定義づける
慢性 Chronic hypersensitivity pneumonitis(CHP)
低濃度の抗原への曝露が数カ月から数年と継続的に続く人に生じ、炎症が慢性化し肺が硬くなる（線維化）。労作時呼吸困難、湿性咳嗽、疲労、体重減少が数カ月から数年かけて現れる。慢性過敏性肺炎は特発性間質性肺炎(idiopathic interstitial pneumonia ; IIP)、中でも特発性肺線維症(idiopathic pulmonary fi-brosis ; IPF)や非特異性間質性肺炎(nonspecifi interstitial pneumonia ; NSIP)と類似した臨床像を示す。抗原から隔離しても治癒せず、肺の線維化や気腫化が進行し予後不良で COPDに至る。

## 診断
住居環境・職業歴・画像所見より過敏性肺臓炎を疑い、胸部X線および高分解能CT (HRCT)、肺機能検査、気管支肺胞洗浄、組織学的検査および血清学的検査、環境誘発試験を組合せ、総合的に判断する。

### 診断基準
- 急性過敏性肺炎の診断基準[4]（引用し改変）

A．臨床像...臨床症状・所見1 〜4のうちいずれか2つ以上と，検査所見1〜4のうち1を含む 2 つ以上の項目を同時に満足するもの
1. 臨床症状・所見
  1. 咳
  2. 息切れ
  3. 発熱
  4. 捻髪音ないし小水泡性ラ音
2. 検査所見
  1. 胸部X線像にてびまん性散布性粒状陰影（またはスリガラス状陰影）
  2. 拘束性換気機能障害
  3. 血沈値亢進，好中球増多，CRP陽性のいずれか 1 つ
  4. 低酸素血症（安静時あるいは運動後）

B．発症環境...1〜 6のうちいずれか 1 つを満足するもの
1. 夏型過敏性肺炎は夏期（5 〜 10 月）に高温多湿の住宅で起こる
2. 鳥飼病は鳥の飼育や羽毛と関連して起こる
3. 農夫肺はかびた枯れ草の取り扱いと関連して起こる
4. 空調病，加湿器肺はこれらの機器の使用と関連して起こる
5. 有機塵埃抗原に曝露される環境での生活歴
6. 特定の化学物質と関連して起こる

注：症状は抗原曝露4〜8時間して起こることが多く，環境から離れると自然に軽快する．
C．免疫学的所見...1〜 3のうち 1 つ以上を満足するもの
1. 抗原に対する特異抗体陽性（血清あるいはBAL液中）
2. 特異抗原によるリンパ球増殖反応陽性（末梢血あるいはBALリンパ球）
3. BAL所見（リンパ球増加，Tリンパ球増加）

D．吸入誘発...1，2のうち 1 つ以上を満足するもの
1. 特異抗原吸入による臨床像の再現
2. 環境曝露による臨床像の再現

E．病理学的所見...1〜 3のうちいずれか 2 つ以上を満足するもの
1. 肉芽腫形成
2. 胞隔炎
3. Masson体

- 診断基準
  - 確実：A，B，DまたはA，B，C，Eを満たすもの
  - 強い疑い：Aを含む 3 項目を満たすもの
  - 疑い：Aを含む 2 項目を満たすもの

### レントゲン所見
急性、亜急性型の胸部X線写真では、両肺びまん性の粒状影、すりガラス陰影を認める。特にHRCTでは特徴的な小葉中心性の粒状影と肺野濃度上昇を認める。慢性型の胸部X線およびCTでは、両肺びまん性の線状網状影と肺の萎縮が認められる。

### 検査所見
- 夏型過敏性肺炎では抗トリコスポロン・アサヒ抗体が鑑別に有用である。(感度92.3%, 特異度92.8%[20])
- 白血球、C反応性蛋白(CRP)、血沈の著明な上昇は認められない例がある。

### 気管支肺胞洗浄
洗浄液中のリンパ球が増加( > 60%)し，CD4+/CD8+ 比が < 1.0 である。また、肥満細胞数 >1%（急性曝露後）ならびに好中球および好酸球の増加など。

### 病理組織学的所見
経気管支肺生検を行うと、非乾酪性肉芽腫を認めることが多い。他に、リンパ球浸潤を主体とする胞隔炎や、Masson体を時に認めることがある。それらの所見を呈する肉芽腫性間質性肺炎が観察される。

### 鑑別診断
- 喘息、特発性肺線維症

## 治療
治療法は無く悪化を防ぐための方法が選択される。
慢性型、亜急性型、急性型
- 環境を改善し、抗原を吸引しない。

急性型または亜急性型
- 炎症を抑える為の投薬としてはステロイド投与が一般的であるが、予後に影響しないとする報告がある。

## 合併症
- 肺高血圧、肺がん